# Видман, Отто
Отто Видман (англ. Otto Widmann; 15 июня 1841, Карлсруэ — 26 ноября 1933) — американский орнитолог немецкого происхождения, который одним из первых задокументировал птиц региона Миссури. Опубликовал в 1907 году «Предварительный каталог птиц Миссури» после того, как потратил годы на сбор заметок, которые были утрачены во время пожара в 1905 году. Зарегистрировал в Миссури ныне редкую популяцию воробья Бахмана.

## Биография
Видман родился в Карлсруэ, Германия, в семье Кристофа Фридриха и Катерины Бауман. Его отец интересовался растениями и собрал большой гербарий, работая в поместье великого герцога Баденского, разностороннего натуралиста. В молодости Видман имел доступ к личной библиотеке великого герцога, среди книг которой были «Птицы Германии» Иоганна Фридриха Наумана в 12 томах с иллюстрациями. В юном возрасте Видман собирал птичьи яйца в лесах вокруг своего дома, но впоследствии у него не было на это много времени. Видман учился в лицее в Карлсруэ с девяти до шестнадцати лет, после чего обучился аптекарскому делу. После некоторого времени обучения он путешествовал по Европе, прежде чем в 1864 году получил диплом фармацевта. Затем он снова путешествовал, изучая французский и английский языки, ботанику и химию. В 1866 году он переехал в Америку, где работал клерком в аптеке в Хобокене. Затем он переехал и в 1867 году обосновался в Сент-Луисе, где открыл аптеку.
В 1871 году Видман вернулся в Европу, где пробыл девять месяцев. За это время 5 марта 1872 года он женился на Августе Бендер в Мангейме. В 1874 году Августа подарила мужу книгу «Птицы Северной Америки» Теодора Джаспера, а позднее — тростниковое ружьё для сбора образцов. Он начал проявлять более серьёзный интерес к местным птицам и публиковался в нескольких местных журналах, а также был членом Общества Одюбона, Клуба любителей птиц Сент-Луиса и Орнитологического клуба Уилсона. Он особенно интересовался миграцией и распространением птиц и вёл тщательные записи в надежде опубликовать полный каталог птиц Миссури. В 1902 году, когда он был в Европе, его дом сгорел, и пожар уничтожил все его рукописи. Наконец, в 1907 году он опубликовал «Предварительный каталог птиц Миссури».